# Colomars
Colomars (Niçardisch: Couloumas; Italiaans: Colomarte) is een gemeente in het Franse departement Alpes-Maritimes (regio Provence-Alpes-Côte d'Azur). De plaats maakt deel uit van het arrondissement Nice. Colomars telde op 1 januari 2022 3.507 inwoners.

## Geografie
De oppervlakte van Colomars bedroeg op 1 januari 2022 6,72 vierkante kilometer; de bevolkingsdichtheid was toen 521,9 inwoners per km².
De onderstaande kaart toont de ligging van Colomars met de belangrijkste infrastructuur en aangrenzende gemeenten.

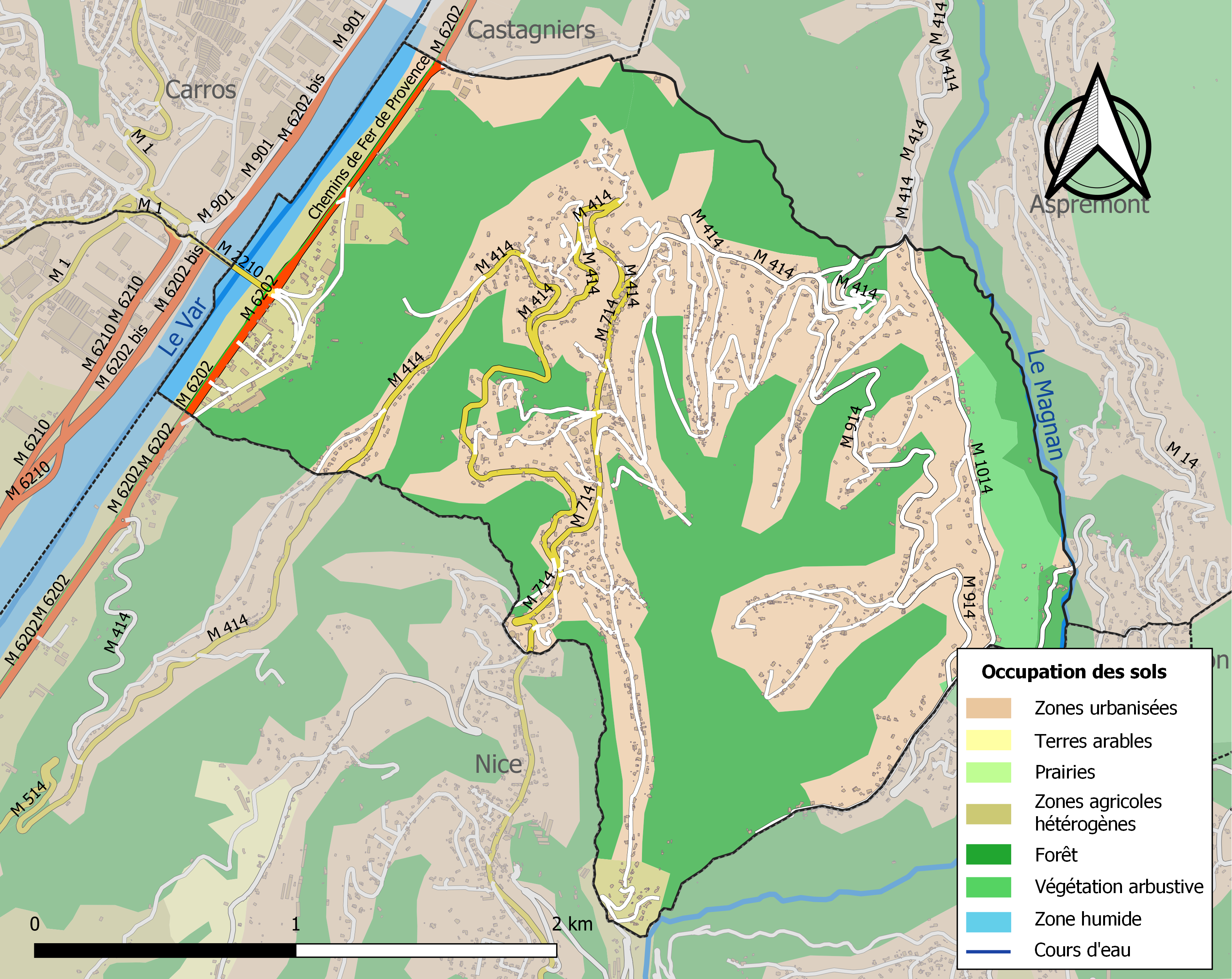

## Demografie
Onderstaande figuur toont het verloop van het inwonertal (bron: INSEE-tellingen).
Vanwege een beveiligingsprobleem met de MediaWiki Graph-software is het momenteel niet mogelijk deze grafiek weer te geven. Zodra de software is bijgewerkt zal de grafiek vanzelf weer zichtbaar worden.